# Lista sezonów Formuły 1
Do sezonu 2024 odbyło się siedemdziesiąt pięć sezonów Formuły 1, najwyższej klasy wyścigów jednomiejscowych według ciała zarządzającego sportami motorowymi na świecie – Fédération Internationale de l’Automobile (FIA). Sezon mistrzostw świata Formuły 1 składa się z serii wyścigów, znanych jako Grand Prix, które odbywają się na przeznaczonych do tego celu torach wyścigowych, a czasem na zamkniętych ulicach miast. Najbardziej znanym Grand Prix jest Grand Prix Monako, odbywające się w Monte Carlo.
Na podstawie wyników każdego wyścigu przyznaje się punkty zarówno dla kierowców, jak i konstruktorów. Punkty te decydują o tym, któremu kierowcy i konstruktorowi przysługuje mistrzostwo po każdym sezonie. Klasyfikacja kierowców jest prowadzona od 1950 roku, a konstruktorów – od 1958. Każdy konstruktor wystawia inny samochód, wyposażony w silnik. Do 1979 roku punkty w klasyfikacji konstruktorów zdobywał tylko najwyżej punktujący kierowca w wyścigu.

## Lista sezonów
| Sezon | Liczba wyścigów | Mistrzostwo świata w klasyfikacji kierowców | Punkty w klasyfikacji kierowców | Mistrzostwo świata w klasyfikacji konstruktorów | Punkty w klasyfikacji konstruktorów | Źródło |
| ----- | --------------- | ------------------------------------------- | ------------------------------- | ----------------------------------------------- | ----------------------------------- | ------ |
| 1950  | 7               | Giuseppe Farina (Alfa Romeo)                | 33                              | nie przyznawano                                 | –                                   | [ 1 ]  |
| 1951  | 8               | Juan Manuel Fangio (Alfa Romeo)             | 31                              | nie przyznawano                                 | –                                   | [ 2 ]  |
| 1952  | 8               | Alberto Ascari (Ferrari)                    | 36                              | nie przyznawano                                 | –                                   | [ 3 ]  |
| 1953  | 9               | Alberto Ascari (Ferrari)                    | 34,5                            | nie przyznawano                                 | –                                   | [ 4 ]  |
| 1954  | 9               | Juan Manuel Fangio (Maserati/Mercedes)      | 42                              | nie przyznawano                                 | –                                   | [ 5 ]  |
| 1955  | 7               | Juan Manuel Fangio (Mercedes)               | 40                              | nie przyznawano                                 | –                                   | [ 6 ]  |
| 1956  | 8               | Juan Manuel Fangio (Ferrari)                | 30                              | nie przyznawano                                 | –                                   | [ 7 ]  |
| 1957  | 8               | Juan Manuel Fangio (Maserati)               | 40                              | nie przyznawano                                 | –                                   | [ 8 ]  |
| 1958  | 11              | Mike Hawthorn (Ferrari)                     | 42                              | Vanwall                                         | 48                                  | [ 9 ]  |
| 1959  | 9               | Jack Brabham (Cooper)                       | 31                              | Cooper                                          | 40                                  | [ 10 ] |
| 1960  | 10              | Jack Brabham (Cooper)                       | 43                              | Cooper                                          | 48                                  | [ 11 ] |
| 1961  | 8               | Phil Hill (Ferrari)                         | 34                              | Ferrari                                         | 40                                  | [ 12 ] |
| 1962  | 9               | Graham Hill (BRM)                           | 42                              | BRM                                             | 42                                  | [ 13 ] |
| 1963  | 10              | Jim Clark (Lotus)                           | 54                              | Lotus                                           | 54                                  | [ 14 ] |
| 1964  | 10              | John Surtees (Ferrari)                      | 40                              | Ferrari                                         | 45                                  | [ 15 ] |
| 1965  | 10              | Jim Clark (Lotus)                           | 54                              | Lotus                                           | 54                                  | [ 16 ] |
| 1966  | 9               | Jack Brabham (Brabham)                      | 42                              | Brabham                                         | 42                                  | [ 17 ] |
| 1967  | 11              | Denny Hulme (Brabham)                       | 51                              | Brabham                                         | 63                                  | [ 18 ] |
| 1968  | 12              | Graham Hill (Lotus)                         | 48                              | Lotus                                           | 62                                  | [ 19 ] |
| 1969  | 11              | Jackie Stewart (Matra)                      | 63                              | Matra                                           | 66                                  | [ 20 ] |
| 1970  | 13              | Jochen Rindt (Lotus)                        | 45                              | Lotus                                           | 59                                  | [ 21 ] |
| 1971  | 11              | Jackie Stewart (Tyrrell)                    | 62                              | Tyrrell                                         | 73                                  | [ 22 ] |
| 1972  | 12              | Emerson Fittipaldi (Lotus)                  | 61                              | Lotus                                           | 61                                  | [ 23 ] |
| 1973  | 15              | Jackie Stewart (Tyrrell)                    | 71                              | Lotus                                           | 92                                  | [ 24 ] |
| 1974  | 15              | Emerson Fittipaldi (McLaren)                | 55                              | McLaren                                         | 73                                  | [ 25 ] |
| 1975  | 14              | Niki Lauda (Ferrari)                        | 64,5                            | Ferrari                                         | 72,5                                | [ 26 ] |
| 1976  | 16              | James Hunt (McLaren)                        | 69                              | Ferrari                                         | 83                                  | [ 27 ] |
| 1977  | 17              | Niki Lauda (Ferrari)                        | 72                              | Ferrari                                         | 95                                  | [ 28 ] |
| 1978  | 16              | Mario Andretti (Lotus)                      | 64                              | Lotus                                           | 86                                  | [ 29 ] |
| 1979  | 15              | Jody Scheckter (Ferrari)                    | 51                              | Ferrari                                         | 113                                 | [ 30 ] |
| 1980  | 14              | Alan Jones (Williams)                       | 67                              | Williams                                        | 120                                 | [ 31 ] |
| 1981  | 15              | Nelson Piquet (Brabham)                     | 50                              | Williams                                        | 95                                  | [ 32 ] |
| 1982  | 16              | Keke Rosberg (Williams)                     | 44                              | Ferrari                                         | 74                                  | [ 33 ] |
| 1983  | 15              | Nelson Piquet (Brabham)                     | 59                              | Ferrari                                         | 89                                  | [ 34 ] |
| 1984  | 16              | Niki Lauda (McLaren)                        | 72                              | McLaren                                         | 143,5                               | [ 35 ] |
| 1985  | 16              | Alain Prost (McLaren)                       | 73                              | McLaren                                         | 90                                  | [ 36 ] |
| 1986  | 16              | Alain Prost (McLaren)                       | 72                              | Williams                                        | 141                                 | [ 37 ] |
| 1987  | 16              | Nelson Piquet (Williams)                    | 73                              | Williams                                        | 137                                 | [ 38 ] |
| 1988  | 16              | Ayrton Senna (McLaren)                      | 90                              | McLaren                                         | 199                                 | [ 39 ] |
| 1989  | 16              | Alain Prost (McLaren)                       | 76                              | McLaren                                         | 141                                 | [ 40 ] |
| 1990  | 16              | Ayrton Senna (McLaren)                      | 78                              | McLaren                                         | 121                                 | [ 41 ] |
| 1991  | 16              | Ayrton Senna (McLaren)                      | 96                              | McLaren                                         | 139                                 | [ 42 ] |
| 1992  | 16              | Nigel Mansell (Williams)                    | 108                             | Williams                                        | 164                                 | [ 43 ] |
| 1993  | 16              | Alain Prost (Williams)                      | 99                              | Williams                                        | 168                                 | [ 44 ] |
| 1994  | 16              | Michael Schumacher (Benetton)               | 92                              | Williams                                        | 118                                 | [ 45 ] |
| 1995  | 17              | Michael Schumacher (Benetton)               | 102                             | Benetton                                        | 147                                 | [ 46 ] |
| 1996  | 16              | Damon Hill (Williams)                       | 97                              | Williams                                        | 175                                 | [ 47 ] |
| 1997  | 17              | Jacques Villeneuve (Williams)               | 81                              | Williams                                        | 123                                 | [ 48 ] |
| 1998  | 16              | Mika Häkkinen (McLaren)                     | 100                             | McLaren                                         | 156                                 | [ 49 ] |
| 1999  | 16              | Mika Häkkinen (McLaren)                     | 76                              | Ferrari                                         | 128                                 | [ 50 ] |
| 2000  | 17              | Michael Schumacher (Ferrari)                | 108                             | Ferrari                                         | 170                                 | [ 51 ] |
| 2001  | 17              | Michael Schumacher (Ferrari)                | 123                             | Ferrari                                         | 179                                 | [ 52 ] |
| 2002  | 17              | Michael Schumacher (Ferrari)                | 144                             | Ferrari                                         | 221                                 | [ 53 ] |
| 2003  | 16              | Michael Schumacher (Ferrari)                | 93                              | Ferrari                                         | 158                                 | [ 54 ] |
| 2004  | 18              | Michael Schumacher (Ferrari)                | 148                             | Ferrari                                         | 262                                 | [ 55 ] |
| 2005  | 19              | Fernando Alonso (Renault)                   | 133                             | Renault                                         | 191                                 | [ 56 ] |
| 2006  | 18              | Fernando Alonso (Renault)                   | 134                             | Renault                                         | 206                                 | [ 57 ] |
| 2007  | 17              | Kimi Räikkönen (Ferrari)                    | 110                             | Ferrari                                         | 204                                 | [ 58 ] |
| 2008  | 18              | Lewis Hamilton (McLaren)                    | 98                              | Ferrari                                         | 172                                 | [ 59 ] |
| 2009  | 17              | Jenson Button (Brawn)                       | 95                              | Brawn                                           | 172                                 | [ 60 ] |
| 2010  | 19              | Sebastian Vettel (Red Bull)                 | 256                             | Red Bull                                        | 498                                 | [ 61 ] |
| 2011  | 19              | Sebastian Vettel (Red Bull)                 | 392                             | Red Bull                                        | 650                                 | [ 62 ] |
| 2012  | 20              | Sebastian Vettel (Red Bull)                 | 281                             | Red Bull                                        | 460                                 | [ 63 ] |
| 2013  | 19              | Sebastian Vettel (Red Bull)                 | 397                             | Red Bull                                        | 596                                 | [ 64 ] |
| 2014  | 19              | Lewis Hamilton (Mercedes)                   | 384                             | Mercedes                                        | 701                                 | [ 65 ] |
| 2015  | 19              | Lewis Hamilton (Mercedes)                   | 381                             | Mercedes                                        | 703                                 | [ 66 ] |
| 2016  | 21              | Nico Rosberg (Mercedes)                     | 385                             | Mercedes                                        | 765                                 | [ 67 ] |
| 2017  | 20              | Lewis Hamilton (Mercedes)                   | 363                             | Mercedes                                        | 595                                 | [ 68 ] |
| 2018  | 21              | Lewis Hamilton (Mercedes)                   | 408                             | Mercedes                                        | 655                                 | [ 69 ] |
| 2019  | 21              | Lewis Hamilton (Mercedes)                   | 413                             | Mercedes                                        | 739                                 | [ 70 ] |
| 2020  | 17              | Lewis Hamilton (Mercedes)                   | 347                             | Mercedes                                        | 573                                 | [ 71 ] |
| 2021  | 22              | Max Verstappen (Red Bull)                   | 395,5                           | Mercedes                                        | 613,5                               | [ 72 ] |
| 2022  | 22              | Max Verstappen (Red Bull)                   | 454                             | Red Bull                                        | 759                                 | [ 73 ] |
| 2023  | 22              | Max Verstappen (Red Bull)                   | 575                             | Red Bull                                        | 860                                 | [ 74 ] |
| 2024  | 24              | Max Verstappen (Red Bull)                   | 437                             | McLaren                                         | 666                                 | [ 75 ] |

## Zdobywcy tytułów

### Kierowcy
| Lp. | Kierowca           | Tytuły | Sezony                                   |
| --- | ------------------ | ------ | ---------------------------------------- |
| 1   | Michael Schumacher | 7      | 1994, 1995, 2000, 2001, 2002, 2003, 2004 |
| 1   | Lewis Hamilton     | 7      | 2008, 2014, 2015, 2017, 2018, 2019, 2020 |
| 3   | Juan Manuel Fangio | 5      | 1951, 1954, 1955, 1956, 1957             |
| 4   | Alain Prost        | 4      | 1985, 1986, 1989, 1993                   |
| 4   | Sebastian Vettel   | 4      | 2010, 2011, 2012, 2013                   |
| 4   | Max Verstappen     | 4      | 2021, 2022, 2023, 2024                   |
| 7   | Jack Brabham       | 3      | 1959, 1960, 1966                         |
| 7   | Jackie Stewart     | 3      | 1969, 1971, 1973                         |
| 7   | Niki Lauda         | 3      | 1975, 1977, 1984                         |
| 7   | Nelson Piquet      | 3      | 1981, 1983, 1987                         |
| 7   | Ayrton Senna       | 3      | 1988, 1990, 1991                         |
| 11  | Alberto Ascari     | 2      | 1952, 1953                               |
| 11  | Jim Clark          | 2      | 1963, 1965                               |
| 11  | Graham Hill        | 2      | 1962, 1968                               |
| 11  | Emerson Fittipaldi | 2      | 1972, 1974                               |
| 11  | Mika Häkkinen      | 2      | 1998, 1999                               |
| 11  | Fernando Alonso    | 2      | 2005, 2006                               |
| 18  | Giuseppe Farina    | 1      | 1950                                     |
| 18  | Mike Hawthorn      | 1      | 1958                                     |
| 18  | Phil Hill          | 1      | 1961                                     |
| 18  | John Surtees       | 1      | 1964                                     |
| 18  | Denny Hulme        | 1      | 1967                                     |
| 18  | Jochen Rindt       | 1      | 1970                                     |
| 18  | James Hunt         | 1      | 1976                                     |
| 18  | Mario Andretti     | 1      | 1978                                     |
| 18  | Jody Scheckter     | 1      | 1979                                     |
| 18  | Alan Jones         | 1      | 1980                                     |
| 18  | Keke Rosberg       | 1      | 1982                                     |
| 18  | Nigel Mansell      | 1      | 1992                                     |
| 18  | Damon Hill         | 1      | 1996                                     |
| 18  | Jacques Villeneuve | 1      | 1997                                     |
| 18  | Kimi Räikkönen     | 1      | 2007                                     |
| 18  | Jenson Button      | 1      | 2009                                     |
| 18  | Nico Rosberg       | 1      | 2016                                     |

#### Według kraju
| Lp. | Państwo           | Tytuły | Liczba kierowców |
| --- | ----------------- | ------ | ---------------- |
| 1   | Wielka Brytania   | 20     | 10               |
| 2   | Niemcy            | 12     | 3                |
| 3   | Brazylia          | 8      | 3                |
| 4   | Argentyna         | 5      | 1                |
| 5   | Australia         | 4      | 2                |
| 5   | Austria           | 4      | 2                |
| 5   | Finlandia         | 4      | 3                |
| 5   | Francja           | 4      | 1                |
| 5   | Holandia          | 4      | 1                |
| 10  | Włochy            | 3      | 2                |
| 11  | Hiszpania         | 2      | 1                |
| 11  | Stany Zjednoczone | 2      | 2                |
| 13  | Kanada            | 1      | 1                |
| 13  | Nowa Zelandia     | 1      | 1                |
| 13  | Południowa Afryka | 1      | 1                |

### Konstruktorzy
| Lp. | Konstruktor | Tytuły | Sezony                                                                                         |
| --- | ----------- | ------ | ---------------------------------------------------------------------------------------------- |
| 1   | Ferrari     | 16     | 1961, 1964, 1975, 1976, 1977, 1979, 1982, 1983, 1999, 2000, 2001, 2002, 2003, 2004, 2007, 2008 |
| 2   | Williams    | 9      | 1980, 1981, 1986, 1987, 1992, 1993, 1994, 1996, 1997                                           |
| 2   | McLaren     | 9      | 1974, 1984, 1985, 1988, 1989, 1990, 1991, 1998, 2024                                           |
| 4   | Mercedes    | 8      | 2014, 2015, 2016, 2017, 2018, 2019, 2020, 2021                                                 |
| 5   | Lotus       | 7      | 1963, 1965, 1968, 1970, 1972, 1973, 1978                                                       |
| 6   | Red Bull    | 6      | 2010, 2011, 2012, 2013, 2022, 2023                                                             |
| 7   | Brabham     | 2      | 1966, 1967                                                                                     |
| 7   | Cooper      | 2      | 1959, 1960                                                                                     |
| 7   | Renault     | 2      | 2005, 2006                                                                                     |
| 10  | Vanwall     | 1      | 1958                                                                                           |
| 10  | BRM         | 1      | 1962                                                                                           |
| 10  | Matra       | 1      | 1969                                                                                           |
| 10  | Tyrrell     | 1      | 1971                                                                                           |
| 10  | Benetton    | 1      | 1995                                                                                           |
| 10  | Brawn       | 1      | 2009                                                                                           |

#### Według kraju
| Lp. | Państwo         | Tytuły | Liczba konstruktorów |
| --- | --------------- | ------ | -------------------- |
| 1   | Wielka Brytania | 34     | 10                   |
| 2   | Włochy          | 16     | 1                    |
| 3   | Niemcy          | 8      | 1                    |
| 4   | Austria         | 5      | 1                    |
| 5   | Francja         | 3      | 2                    |